# جارديني ناكسوس
جارديني ناكسوس (بالإيطالية: Giardini Naxos)‏ هي بلدية في مقاطعة ميسينا في جزيرة صقلية في إيطاليا. تقع على ساحل البحر الأيوني على خليج يقع بين رأس تاورمينا ورأس سكيزو. حالياً المنطقة منتجع شاطئي شعبي.

## السكان
في سنة 1861 بلغ عدد السكان 1٬901 نسمة، وتطور العدد ليصل في سنة 2011 لـ 9٬268 نسمة.
يظهر هذا المخطط البياني تطور النمو السكاني لـ جارديني ناكسوس